# Гамарник Тарас Михайлович
Тарас Михайлович Гамарник (28 травня 1973, с. Зубра, Пустомитівський район, Львівська область) — український футболіст. Півзахисник, виступав, зокрема за «Гарай» (Жовква), «Ниву» (Вінниця) та «Спартак» (Івано-Франківськ).

## Життєпис
Вихованець львівського футболу. Розпочав футбольну кар'єру в команді ФК «ЛАЗ».
Після виступів за вінницьку «Ниву» під керівництвом Богдана Блавацького виступав за «Спартакус» з Шароволі Люблінського воєводства Польщі, який здобув право виступати у Другій лізі Польщі та переміг у регіональному кубку Замойського округу Польщі.
Зараз у чемпіонаті Львівської області у ролі граючого тренера виступає за «Опір» Львів.